# Coppa del Re (baseball)
La Coppa del Re (in lingua spagnola: Copa del Rey  o Copa de Su Majestad el Rey de Béisbol), conosciuta in passato anche come Campeonato de España o Copa de Su Excelencia el Generalísimo, è la seconda competizione di baseball per importanza in Spagna dopo il campionato.

## Storia
Essendo nata nel 1944, si tratta della competizione nazionale più antica della Spagna. Per più di quarant’anni essa stabilì la squadra campione di Spagna, con il doppio nome di Campeonato de España e Copa del Generalísimo fino al 1976, quando quest’ultimo si trasformò in Copa del Rey in ragione della morte di Francisco Franco.
Nel 1986, con la nascita della División de Honor, la Coppa del Re passò in secondo piano rispetto al campionato nazionale. Da quell’anno fino al termine del secolo fu dominata da una sola squadra, il CB Viladecans. Dopo il 2000 è stata invece vinta principalmente dai Marlins Puerto Cruz e dal CBS Sant Boi.

## Albo d’oro
Per le edizioni dal 1944 al 1986, consultare l’albo d’oro della División de Honor.
| Anno | Vincitore              | Risultato | Finalista                   |
| ---- | ---------------------- | --------- | --------------------------- |
| 1986 | CB Viladecans          | 2-1       | CD Irabia                   |
| 1987 | CB Viladecans          | 7-0       | Hèrcules Las Corts          |
| 1988 | CB Viladecans          |           |                             |
| 1989 | CB Viladecans          | 8-3       | EM de la Elipa              |
| 1990 | CB Viladecans          | 9-2       | CD Irabia                   |
| 1991 | CB Viladecans          |           |                             |
| 1992 | CB Viladecans          |           |                             |
| 1993 | CB Viladecans          | 12-2      | CD Irabia                   |
| 1994 | CB Viladecans          | 9-1       | CD Irabia                   |
| 1995 | CB Viladecans          |           |                             |
| 1996 | CB Viladecans          |           |                             |
| 1997 | CB Viladecans          |           |                             |
| 1998 | CB Viladecans          |           |                             |
| 1999 | CB Viladecans          | 6-0       | CD Arga                     |
| 2000 | CB Viladecans          |           |                             |
| 2001 | CD Arga                | -         | CB Viladecans               |
| 2002 | CBS Sant Boi           | 3-2       | CB Viladecans               |
| 2003 | CBS Sant Boi           | 8-1       | Rojos de Candelaria         |
| 2004 | Rojos de Candelaria    | 5-0       | CBS Sant Boi                |
| 2005 | Rojos de Candelaria    | 6-1       | FC Barcelona                |
| 2006 | CBS Sant Boi           | 3-0       | CB Viladecans               |
| 2007 | Marlins Puerto Cruz    | 2-0       | FC Barcelona                |
| 2008 | El Llano Béisbol Club  | 7-6       | CB Viladecans               |
| 2009 | Marlins Puerto Cruz    | 2-1       | CBS Sant Boi                |
| 2010 | Marlins Puerto Cruz    | -         | San Inazio Beisbol Elkartea |
| 2011 | Marlins Puerto Cruz    | 9-0       | CBS Sant Boi                |
| 2012 | Marlins Puerto Cruz    | 3-2       | Club Beisbol Barcelona      |
| 2013 | Marlins Puerto Cruz    | 8-4       | Club Beisbol Barcelona      |
| 2014 | Club Beisbol Barcelona | 12-2      | Marlins Puerto Cruz         |
| 2015 | CBS Sant Boi           | 1-0       | Marlins Puerto Cruz         |
| 2016 | CBS Sant Boi           | 1-0       | Marlins Puerto Cruz         |
| 2017 | Astros Valencia        | 4-3       | Marlins Puerto Cruz         |
| 2018 | Astros Valencia        | 8-7       | Marlins Puerto Cruz         |
| 2019 | CBS Sant Boi           | 7-3       | San Inazio Beisbol Elkartea |
| 2020 | Non disputata          |           |                             |
| 2021 | Astros Valencia        | 9-4       | Marlins Puerto Cruz         |
| 2022 | Astros Valencia        | 6-0       | Marlins Puerto Cruz         |
| 2023 | Astros Valencia        | 18-10     | Marlins Puerto Cruz         |

## Titoli per squadra
| Squadra                | Titoli | Stagioni                                                                                 |
| Viladecans             | 15     | 1986, 1987, 1988, 1989, 1990, 1991, 1992, 1993, 1994, 1995, 1996, 1997, 1998, 1999, 2000 |
| Sant Boi               | 6      | 2002, 2003, 2006, 2015, 2016, 2019                                                       |
| Tenerife Marlins       | 6      | 2007, 2009, 2010, 2011, 2012, 2013                                                       |
| Astros Valencia        | 5      | 2017, 2018, 2021, 2022, 2023                                                             |
| Rojos de Candelaria    | 2      | 2004, 2005                                                                               |
| CD Arga                | 1      | 2001                                                                                     |
| El Llano Béisbol Club  | 1      | 2008                                                                                     |
| Club Beisbol Barcelona | 1      | 2014                                                                                     |